# تلیترومایسین
تلیترومایسین (به انگلیسی: Telithromycin)
رده درمانی: آنتی‌بیوتیک
تلیترومایسین یک کتولید با ساختمان وابسته به ماکرولیدها است. مکانیسم اثر این دارو شبیه به اریترومایسین می‌باشد. با این حال برخی سوش‌های مقاوم به ماکرولید به تلیترومایسین حساس هستند.
اندیکاسیون‌های بالینی این دارو عبارتند از : پنومونی اکتسابی از جامعه و دیگر عفونت‌های دستگاه تنفسی فوقانی.

## طریقه مصرف
تلیترومایسین یک بار در روز و از راه خوراکی تجویز می‌شود و از طریق صفرا و ادرار دفع می‌شود. این دارو سیتوکروم P3A۴ یا همان CYP3A۴ را مهار می‌نماید.